# Eridan
Eridan, född 27 april 2014, är en fransk varmblodig travhäst som tränas av Sébastien Guarato och körs av Éric Raffin eller David Thomain.
Eridan började tävla i augusti 2016 och inledde med två raka andraplatser, han tog sin första seger i tredje starten. Han har till juni 2021 sprungit in 688 713 euro på 55 starter, varav 9 segrar, 6 andraplatser och 8 tredjeplatser. Karriärens hittills största segrar har kommit i Critérium Continental (2018).
Han har också segrat i Prix Maurice de Gheest (2017), Prix Abel Bassigny (2017), Prix Victor Régis (2017) och Prix Charles Tiercelin (2018) dessutom har han kommit på andraplats i Prix de Tonnac-Villeneuve (2018) och Prix Octave Douesnel (2018) samt på tredjeplats i Prix Henri Levesque (2019).